# 靜寂 (SI·JI·MA)
《靜寂 (SI·JI·MA)》（日语：静寂 (SI·JI·MA)）是日本女性歌手高橋洋子的第3張單曲。1992年2月26日由環球唱片（舊名Kitty Record）發行。

## 概要
《靜寂 (SI·JI·MA)》是女性歌手高橋洋子隸屬Kitty Record旗下藝人發行的第2張單曲，也是沒有在高橋她的個人專輯收錄的單曲。
同名單曲曾被原作漫畫《魔法陣都市》的形象歌曲選用，被選用時標題名稱是用《魔法陣都市 ～形象歌曲～ XX-II》表示。

## 收錄歌曲
1. 靜寂 (SI·JI·MA) [4:30]
  - 作詞 : 小笠原，作曲、編曲 : 安西史孝
2. 靜寂 (SI·JI·MA) -Original Karaoke- [4:27]

## 參加的音樂家、歌手
- 合音
  - 山根麻衣
  - 山根榮子
- syn
  - 安西史孝

## 收錄專輯
- PANDORA DISC